# 第77回日本選手権競輪
第77回日本選手権競輪（だい77かい にほんせんしゅけんけいりん）は、 2023年5月2日から7日まで、平塚競輪場にて開催された競輪のGI競走である。優勝賞金は8,600万円（副賞含む）。

## 決勝戦

### 競走成績
- 5月7日（日） 16:40 第11レース[4]（雨：風速 1.5m[5][6][7]）
- 誘導員…白戸淳太郎（神奈川）[8]

| 着  | 番 | 選手名     | 齢 | 府県 | 期別 | 班 | 着差  | 上り | 決ま り手 | S/J H/B | 個人 状況      |
| --- | -- | ---------- | -- | ---- | ---- | -- | ----- | ---- | --------- | ------- | -------------- |
| 1   | 4  | 山口拳矢   | 27 | 岐阜 | 117  | 1  |       | 11.6 | 差し      |         |                |
| 2   | 3  | 清水裕友   | 28 | 山口 | 105  | 1  | 1/8輪 | 11.9 | 捲り      |         |                |
| 3   | 2  | 佐藤慎太郎 | 46 | 福島 | 78   | S  | 1/2身 | 11.5 |           |         | 走注（押上げ） |
| 3.5 |    |            |    |      |      |    |       |      |           |         |                |
| 4   | 8  | 香川雄介   | 48 | 香川 | 76   | 1  | 1/8輪 | 11.8 |           |         |                |
| 5   | 9  | 古性優作   | 32 | 大阪 | 100  | S  | 1/2輪 | 11.0 |           |         |                |
| 6   | 5  | 新山響平   | 29 | 青森 | 107  | S  | 1身   | 11.7 |           |         |                |
| 7   | 1  | 脇本雄太   | 34 | 福井 | 94   | S  | 3/4身 | 11.3 |           |         |                |
| 8   | 6  | 和田圭     | 37 | 宮城 | 92   | 1  | 4身   | 11.9 |           |         |                |
| 9   | 7  | 犬伏湧也   | 27 | 徳島 | 119  | 1  | 大差  | -    |           | JHB     |                |

### 配当金額
- 上段：複式 / 下段：単式

| 2枠連    | 2枠連       |             | 2車連        | 2車連        | 3連勝         | 3連勝           | ワイド                             | ワイド |
| 61,026票 | 61,026票    | 194,220票   | 194,220票    | 894,539票    | 894,539票     | 94,144票        | 94,144票                           |        |
|          |             |             |              |              |               |                 |                                    |        |
| 3=4      | 820円 (2)   | 3=4         | 1,870円0 (6) | 2=3=4        | 3,460円 (11)  | 3=4 2=4 2=3     | 730円 (11) 1,140円 (16) 560円0 (6) |        |
| 4-3      | 2,100円 (8) | 4-3         | 4,640円 (17) | 4-3-2        | 20,640円 (69) | 3=4 2=4 2=3     | 730円 (11) 1,140円 (16) 560円0 (6) |        |
|          |             |             |              |              |               |                 |                                    |        |
| 97,116票 | 97,116票    | 1,354,055票 | 1,354,055票  | 12,525,148票 | 12,525,148票  | 計 15,220,248票 | 計 15,220,248票                    |        |

### レース概略
前受けから誘導員との車間を大きく空けすんなり8番手まで下げた、脇本の捲りは不発。中四国ライン犬伏の先行で、最終バック手前から清水が番手捲りし、香川そして単騎の山口が続く。山口は、インから潜ってきた佐藤に最終第2センターで張られるも、イエローライン内側を踏み進みゴール前で清水を差した。

## 特記事項
- 平塚でのGI開催は、三谷竜生が制覇した2018年の第72回日本選手権競輪以来（同大会単独では、5年ぶり6回目）。

- 今開催は日本選手権競輪としては、4年ぶりに入場制限が組まれなかった[13][注 1]。なお、読売新聞社杯全日本選抜競輪以外の競輪のGI開催で入場制限が設けられなかったのは2019年の第61回朝日新聞社杯競輪祭以来となった。また、特別観覧席とロイヤル席に関しては、6日間共に事前にインターネットで発売し、会員登録の上クレジットカード決済で購入した人のみ入場可能とした[注 2]。

- 今開催も賞金が前年に続き大幅に拡充され、優勝賞金も前回より763万円増額され過去最高の8,600万円（副賞込み）となった。

- 本年をもって3日目に行なわれていたガールズケイリンコレクション（5月開催分）は取りやめになった。2024年以降は、日本選手権競輪の直前に行われるオールガールズクラシックに移行される。

- 地上波の決勝戦中継は「坂上忍の勝たせてあげたいTV 第77回日本選手権競輪決勝戦」《日本テレビ系列全国ネット》[14][15]。なお、今回も直前に放送されたワールドレディスチャンピオンシップ サロンパスカップの最終日生中継との兼ね合いで、16:25 - 17:20の枠で放送された。この関係で、決勝戦の発走時間も16:40とされた[注 3]。今回は、同局の競輪中継ではKEIRINグランプリを除くと珍しく現地から放送した。ゲストは武井壮と栗原恵、解説は中野浩一、実況は橋本悠督が担当。また、この中継では前年のKEIRINグランプリ2022シリーズに続きバンク内に設置した121台のカメラを用いた自由視点映像（ボリュメトリックビデオ）も放映した。

- シリーズ全体での目標額は155億円[16]であったが、6日間の総売上は前年比94.2%となる142億6391万0600円に留まり、目標額を大きく下回った[17]。なお、各日ごとの売上額は、初日21億3534万円[18]、2日目20億4195万7900円[19]、3日目22億6541万1200円[20]、4日目21億402万7900円[21]、5日目24億1140万1700円[22]、最終日33億577万1900円[23]。また、3日目に行われたガールズケイリンコレクションは2億8073万6000円[24]だった。
  - 4億9873万6200円 - 本場
  - 57億4206万0200円 - 場外
  - 80億2311万4200円 - 電話・インターネット投票
  - 142億6391万0600円 - 計

### 競走データ
- S級S班の9選手においては、4月28日に平原康多が負傷欠場となったため全選手が揃うことはなかった。平原は直前の武雄記念3日目12R準決勝で落車し、右肩甲骨骨折の大怪我を負った影響で、欠場を決めた。平原の欠場に伴い、初日特選には岩本俊介が繰り上がった[25]。なお、出場した8選手のうち、松浦悠士と新田祐大は二次予選で[26][27]、郡司浩平と守澤太志は準決勝で[28]、それぞれ敗退となった。決勝戦に勝ち上がった4選手のうち佐藤慎太郎には松本整が持つGI最年長優勝記録（45歳と0か月）の更新に期待がかかったが3着であった。

- 今開催では、小倉竜二が日本選手権競輪連続26回出場を果たし（前回大会で連続25回出場を達成[29]）、鈴木誠、西川親幸、伏見俊昭と並び日本選手権競輪における連続出場タイ記録を樹立した。一方、前回で連続出場タイ記録（26回）を樹立した伏見俊昭は今回出場を果たせず、記録は途切れた[30][31]。

- 今開催では、諸橋愛と中村浩士が日本選手権競輪連続20回出場を果たし、開会式において表彰式が行われ、記念品が贈呈された[32]。

- 優勝すればグランドスラム達成となる山崎芳仁は、2日目の一次予選4着で敗退した。

- 今回がGI初優出となったのは、和田圭と山口拳矢と犬伏湧也。

- 決勝戦の選手入場時の選手名読み上げは伊津野亮が担当。選手入場曲は、ガールズケイリンコレクションは『FLY』（ALLY&DIAZ feat.MINMI&SATOSHI from 山嵐）を使用。

- 山口拳矢が、GI初優出初優勝の快挙を達成。山口の父・山口幸二も1998年のオールスター競輪を制覇（ほかにKEIRINグランプリを2度制覇）しており、松村憲・松村信定父子、稲村雅士・稲村成浩父子（2001年の第54回大会で成浩が優勝）に続く史上3組目の父子GI制覇を達成[33]、そして年末のグランプリにも出場し、史上初の父子S級S班在籍（拳矢のS班在籍は2023年12月26日 - 2024年12月25日）となった[3]。表彰式では父がインタビュアーを務めた[34]。